# Brühlsche Garten

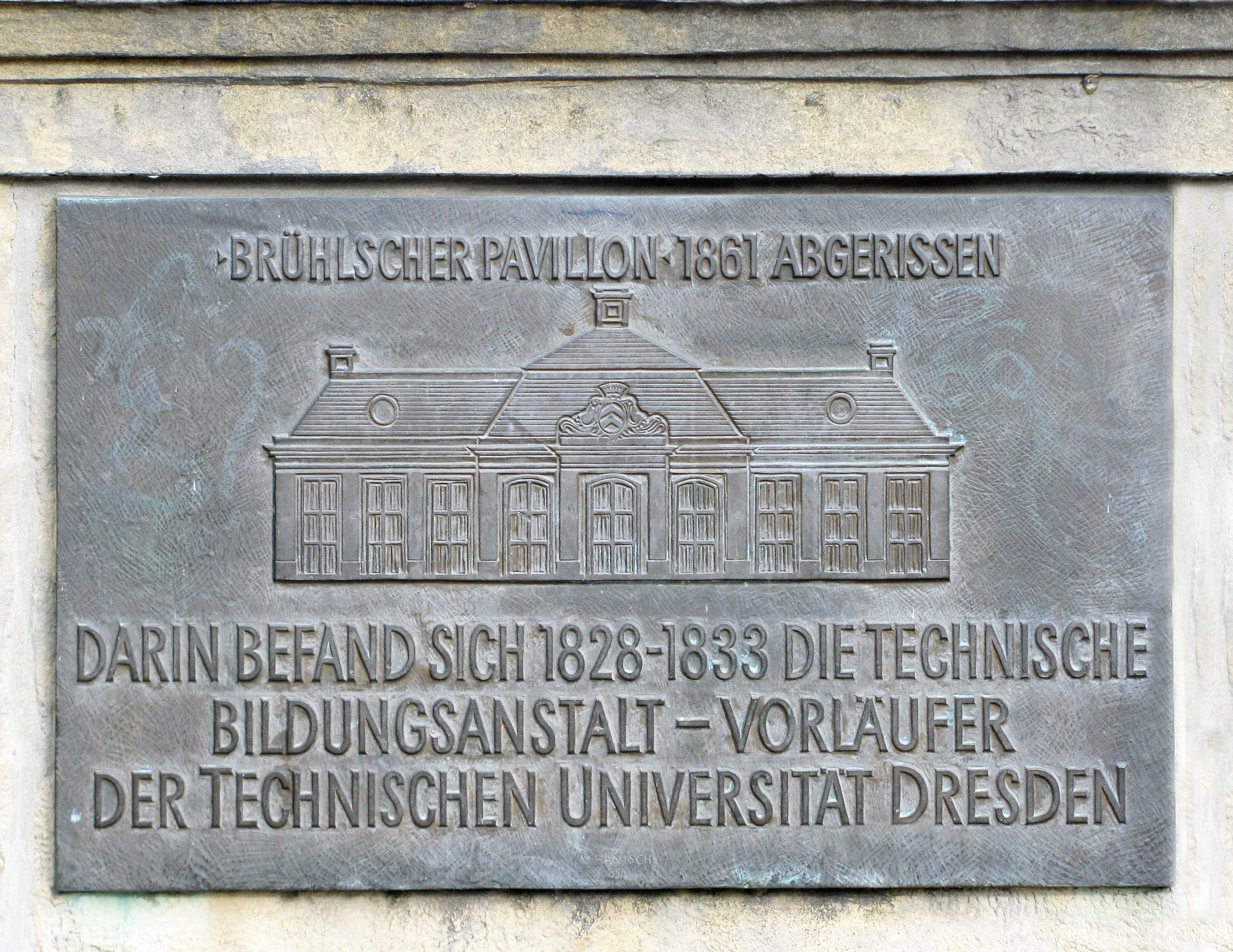
Targa commemorativa.

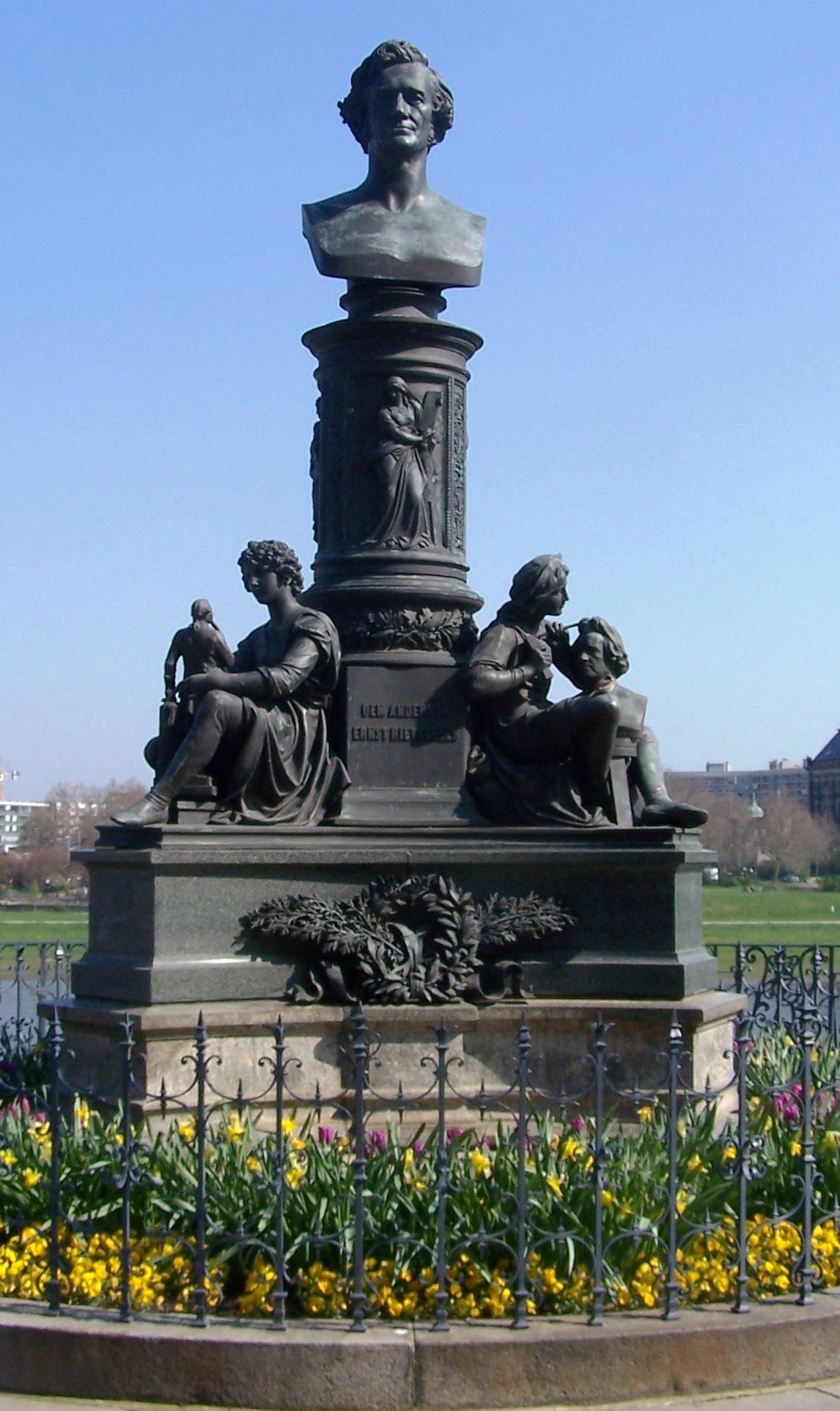
Busto in bronzo presso il sito della ex sala del giardino.

Il Brühlsche Garten era un giardino all'estremità occidentale della Brühlsche Terrasse a Dresda. Oggi è così chiamato il giardino sul lato est della Brühlschen Terrasse sullo Jungfernbastei, il sito dell'ex  Belvedere.
Il giardino venne creato, come un giardino alla francese, da Johann Christoph Knöffel sulla Brühlschen Terrasse per il conte Heinrich von Brühl nel 1739. Nel 1814 il giardino venne  aperto al pubblico. 
Al culmine del piccolo bastione, nel 1743 venne realizzata una piccola stanza con giardino in stile rococò, che nel periodo 1828-1833 venne utilizzata dall'ente per l'istruzione tecnica. Poi lo scultore Ernst Rietschel la utilizzò, nel 1859, come suo studio. Dal 1876 vi è un monumento a Rietschel dello scultore Johannes Schilling. L'uso del padiglione come sede della Scuola Tecnica è ricordato da una targa di bronzo di Martin Hänisch del 1986.